# Núcleo solar

Ilustración de la estructura del Sol.

El núcleo del Sol  es la región que se considera desde el centro del Sol hasta alrededor de 0,2 a 0,25 radios solares (R⊙).  Es la región con mayor temperatura en nuestra estrella y en el sistema solar. Tiene una densidad de 150 g/cm³ (150 veces la densidad del agua en estado líquido), justo en el centro, y una temperatura de alrededor de 15 700 000 K; como comparación, la superficie del Sol se encuentra a aproximadamente 6000 K.  El núcleo solar está compuesto por gas denso y caliente en estado de plasma a una presión estimada de 2,65×10¹⁶ Pa en el centro. 
En las regiones dentro de 0,20 R⊙ se encuentra cerca del 34 % de la masa del Sol, pero únicamente 0,8 % de su volumen. Dentro de un radio de 0,24 R⊙, el núcleo genera el 99 % de la energía por fusión nuclear producida por el Sol.

## Producción de energía
Aproximadamente 3,6×1038 protones (núcleos de hidrógeno) se convierten en núcleos de helio cada segundo, lo que libera energía a razón de 3,86×1026 W.
El núcleo solar produce casi todo el calor del Sol a través de la fusión nuclear. El resto de la estrella es calentada por la transferencia hacia el exterior de calor desde el núcleo. La energía producida por la fusión en el núcleo —a excepción de una pequeña parte transportada por los neutrinos— debe viajar a través de muchas capas sucesivas hasta la fotosfera, antes de escapar al espacio como luz solar o energía cinética de partículas.
La producción de energía por unidad de tiempo (es decir, la potencia) de la fusión en el núcleo cambia con la distancia desde el centro del Sol. En el centro del Sol la potencia de esta fusión tiene un valor estimado por los modelos de alrededor de 276,5 W/m³.
A pesar de su temperatura tan alta, la máxima densidad de producción de potencia en el núcleo en general es similar al de una pila de compostaje y es menor que la densidad de potencia producida por el metabolismo humano. No obstante, el Sol es mucho más caliente que estos ejemplos debido al enorme volumen que tiene.
Las bajas tasas de producción de energía dentro del núcleo solar pueden parecer sorprendentes considerando la gran potencia que se predice a partir de la aplicación de la ley de Stefan-Boltzmann para temperaturas de 10 a 15 millones de kelvin. Sin embargo, las capas del Sol radian hacia las capas más externas que tienen una temperatura ligeramente menor. Esta diferencia en las potencias de radiación entre las capas es la que determina la producción neta de potencia y la transferencia en el núcleo del Sol.
A una distancia de 19 % del radio solar, cerca de la orilla del núcleo, las temperaturas son de alrededor de 10⁷ K, y la densidad de potencia es de 6,9 W/m³, lo que es alrededor del 2,5 % del valor máximo en el centro del Sol. La densidad en ese punto es de cerca de 40 g/cm³, es decir, alrededor de 27 % de la densidad en el centro. Un 91 % de la energía solar se produce dentro de este radio. Dentro del 24 % del radio (el «núcleo exterior» según algunas definiciones) se produce el 99 % de la energía del Sol. Más allá del 30 % del radio solar, en donde la temperatura es de 7×106 K y la densidad ha disminuido hasta 10 g/cm³, la tasa de fusión es prácticamente nula.
Existen dos tipos de reacciones nucleares en las que los núcleos de hidrógenos se funden para formar núcleos de helio. 

### Cadena protón-protón

Cadena protón-protón.

La primera reacción nuclear para formar helio a partir de núcleos de hidrógeno es conocida como cadena protón-protón. Esta reacción es:

(1){\displaystyle \left\{{\begin{aligned}&&{}^{1}\mathrm {H} +^{1}\mathrm {H} &\rightarrow {}^{2}\mathrm {D} +e^{+}+v\\\Rightarrow &&{}^{2}\mathrm {D} +{}^{1}\mathrm {H} &\rightarrow {}^{3}\mathrm {He} +\gamma \\\Rightarrow &&{}^{3}\mathrm {He} +{}^{3}\mathrm {He} &\rightarrow {}^{4}\mathrm {He} +{}^{1}\mathrm {H} +{}^{1}\mathrm {H} \\\end{aligned}}\right.}

El proceso se ilustra en la figura de la derecha.
Se cree que esta serie de reacciones es la más importante en el núcleo solar. El tiempo característico para la primera reacción es de alrededor de mil millones de años, incluso para las altas densidades y temperaturas del núcleo, debido a la necesidad de que la fuerza débil provoque el decaimiento beta antes de que los núcleos se puedan adherir (lo cual raramente pasa en el tiempo en el que se acercan por efecto túnel para estar lo suficientemente cerca para hacerlo). Los tiempos que duran el deuterio y el helio 3 en las siguientes reacciones son, en contraste, cerca de 4 segundos y 400 años. Estas reacciones posteriores ocurren a través de la fuerza nuclear fuerte y son mucho más rápidas.
La energía total liberada por estas reacciones al convertir cuatro átomos de hidrógeno en uno de helio es de 26,7 MeV.

### Ciclo CNO

Ciclo CNO.

La segunda secuencia de reacciones nucleares es llamada ciclo del carbono-nitrógeno-oxígeno (o ciclo CNO). Este ciclo genera menos del 10 % de la energía total del Sol. El proceso involucra átomos de carbono que no se consumen en el proceso completo. La sucesión de reacciones del ciclo CNO son las siguientes:

(2){\displaystyle \left\{{\begin{aligned}&&{}^{12}\mathrm {C} +{}^{1}\mathrm {H} &\rightarrow {}^{13}\mathrm {N} +\gamma \\\Rightarrow &&{}^{13}\mathrm {N} &\rightarrow {}^{13}\mathrm {C} +e^{+}+\nu \\\Rightarrow &&{}^{13}\mathrm {C} +{}^{1}\mathrm {H} &\rightarrow {}^{14}\mathrm {N} +\gamma \\\Rightarrow &&{}^{14}\mathrm {N} +{}^{1}\mathrm {H} &\rightarrow {}^{15}\mathrm {O} +\gamma \\\Rightarrow &&{}^{15}\mathrm {O} &\rightarrow {}^{15}\mathrm {N} +e^{+}+\nu \\\Rightarrow &&{}^{15}\mathrm {N} +{}^{1}\mathrm {H} &\rightarrow {}^{12}\mathrm {C} +{}^{4}\mathrm {He} +\gamma \\\end{aligned}}\right.}

Este proceso se puede entender mejor observando la figura de la izquierda, comenzando en la parte superior y yendo en dirección de las agujas del reloj.

## Equilibrio
La tasa de fusión nuclear depende fuertemente de la densidad, por lo que la tasa de fusión en el núcleo solar es un equilibrio que se corrige a sí mismo. Si se da un pequeño incremento en dicha tasa, el núcleo se calienta y se expande, creando una fuerza que se opone al peso de las capas exteriores. Esto reduce la tasa de fusión y corrige la perturbación. Por el contrario, si la tasa de fusión nuclear disminuye ligeramente, el núcleo solar se enfría y se encoge también ligeramente, lo que incrementa la tasa de fusión y revierte este cambio a su estado anterior.

## Transferencia de energía
Los fotones de alta energía (es decir, rayos gamma) liberados en las reacciones de fusión toman trayectorias indirectas hacia la superficie del Sol. De acuerdo con los modelos actuales, la dispersión aleatoria debida a los electrones libre en la zona radiativa solar (la zona comprendida dentro de un radio de 0,75 R⊙ donde la transferencia de energía se realiza a través de radiación) impone una escala de tiempo para la difusión de los fotones (o su «tiempo de viaje») desde el núcleo solar hasta la límite exterior de la zona radiativa de aproximadamente 170 000 años. Desde ahí, la luz atraviesa la zona convectiva solar (el último 25 % del radio solar), donde el proceso de transferencia que domina es ahora la convección y donde la velocidad a la que sale el calor hacia el exterior es considerablemente mayor.
En el proceso de transferencia de calor desde el núcleo hasta la fotosfera, cada partícula de rayos gamma se convierte en varios millones de fotones de luz visible durante su dispersión, antes de escapar al espacio. En las reacciones de fusión nuclear también se liberan neutrinos. Sin embargo, a diferencia de los fotones, estos últimos rara vez interaccionan con la materia, y casi todos ellos logran escapar del interior del Sol inmediatamente. Por muchos años, las mediciones de los neutrinos producidos en el Sol fueron mucho menores a lo que predecían las teorías (a esto se le conoció como el problema de los neutrinos solares). Este problema fue resuelto recientemente al entenderse mejor el fenómeno de la oscilación de neutrinos.